# 기성초등학교 (대전)
기성초등학교는 대한민국 대전광역시 서구 매노동에 있는 공립 초등학교이다.

## 학교 연혁
- 1935년 9월 5일 대덕군 기성공립보통학교 개교
- 1938년 4월 1일 기성공립심상소학교로 개칭[1]
- 1941년 4월 1일 기성공립국민학교로 개칭[2]
- 1947년 10월 26일 가수원국민학교 승격 분리
- 1950년 6월 1일 기성국민학교로 개칭
- 1954년 3월 25일 원정국민학교 승격 분리
- 1964년 10월 1일 길헌국민학교 승격 분리
- 1969년 1월 23일 장안분교장 개설
- 1981년 3월 6일 병설유치원 개원
- 1991년 3월 1일 장안국민학교, 원정국민학교 분교 통합
- 1992년 2월 29일 장안분교장 본교 통합
- 1996년 3월 1일 기성초등학교로 개칭[3]
- 1997년 2월 28일 원정분교장 본교 통합
- 1999년 9월 1일 길헌초등학교 분교 통합
- 2020년 1월 8일 제82회 졸업(총 6,671명)
- 2021년 1월 15일 제83회 졸업(총 6,683명)

## 학교 상징
- 교화 - 개나리 : 전국의 봄 꽃 중 가장 아름답고 전국에 고루 분포된 정겨운 꽃으로 노란 빛깔은 기성초등학교 때 묻지 않은 청순한 어린이들의 소망을 이루는 표상이다.
- 교목 - 은행나무 : 한국의 수목 중 가장 우람하고 장수하며 운치가 뛰어난 나무로 유구한 역사와 수많은 인재를 배출한 기성초등학교의 전통과 맥을 같이 한다.

## 참고 자료
- 기성초등학교 - 한국교육학술정보원 학교알리미